# Congrés
|  | Per a altres significats, vegeu «Congrés (desambiguació)». |

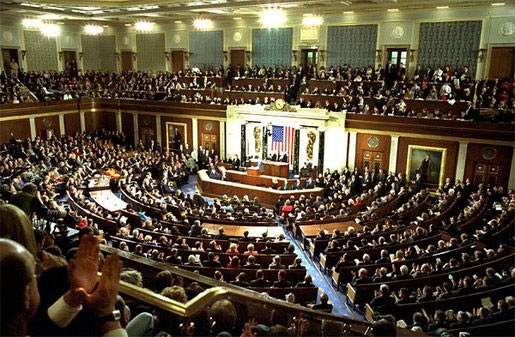
El Congrés dels Estats Units, reunit en sessió conjunta del Senat i la Cambra de Representants.

En la política, un congrés (literalment "una reunió o assemblea de persones") és el nom del cos legislatiu d'un Estat que opera sota un sistema congressual (també anomenat sistema presidencialista) de govern. Un congrés, de manera més general, és qualsevol assemblea de persones que es reuneixen per discutir sobre temes d'interès comú.
Un congrés difereix d'un parlament (el cos legislatiu sota un sistema de govern Westminster o parlamentari) en què la iniciativa legislativa recau de manera quasi exclusiva sobre el primer, mentre que als sistemes parlamentaris el cap del govern de l'executiu, com a membre del parlament, pot proposar i participar de la legislació. En un sistema congressual, el poder executiu i el poder legislatiu són clarament diferenciats; el poder legislatiu és responsable de la proposició i aprovació de les lleis, mentre que el poder executiu és responsable d'aplicar-les. El congrés funciona com a branca independent de govern com a verificació i balanç entre els tres poders de govern (executiu, legislatiu i judicial). Ni el cap de l'executiu (anomenat president), ni els membres del gabinet, provenen del congrés.
A les repúbliques federades el congrés sovint s'anomena Congrés de la Unió o Congrés Nacional i és compost per dues cambres: una cambra alta (sovint anomenada "Senat") per a representar els estats que conformen la Unió amb el mateix pes de vot; i una cambra baixa (sovint anomenada Cambra de Diputats o Casa dels Representants) que representa als ciutadans per igual.
El terme "congrés" també es fa servir en alguns estats per referir-se a una de les dues cambres que exerceixen el poder legislatiu. Aquest és el cas d'Espanya, en què el parlament és anomenat Corts Generals, i una de les cambres que el componen és el Congrés dels Diputats (l'altra és el senat).